# Софія Олексіївна
Софія Олексіївна (17(27) вересня 1653, також 1657) — 3(14) липня 1704) — царівна, правителька-регентка Московського царства в 1682–1689 роках при Петрові І і Іванові V.

## Життєпис
Була донькою царя Олексія Михайловича від першої дружини, Марії Милославської та, відповідно до поширеної версії, старшою сестрою царевичів Олексія, Федора, Івана та Петра Олексійовичів. Софія Олексіївна здобула добру європейську освіту, відзначалась великою енергією. Брала активну участь у боротьбі придворних боярських угруповань за владу.

### Битви престолів

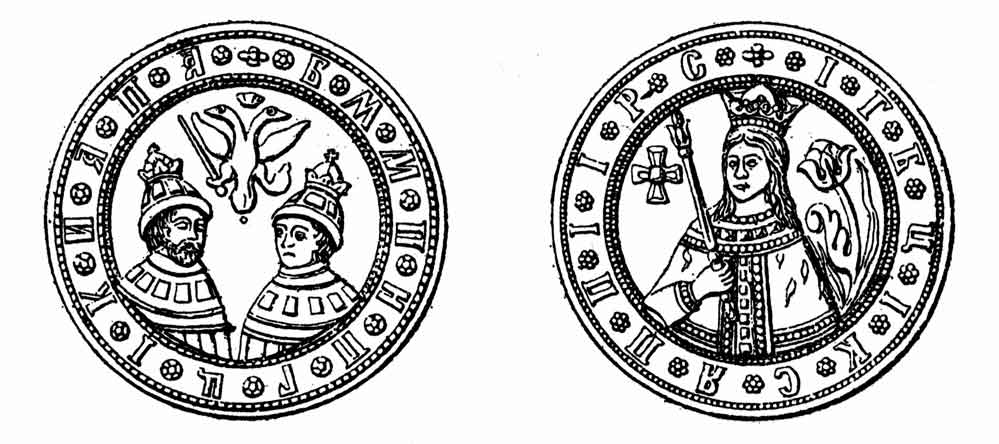
Угорський золотий. Аверс — Петро І і Іван V, реверс — Софія Олексіївна

Після смерті батька Софії, як старшій сестрі, їй вдалося увійти в довіру до брата Олексія Олексійовича. Саме він був улюбленцем Олексія Михайловича і відрізнявся видатними здібностями та любов'ю до ортодоксального православ'я. У випадку, якби він зійшов на престол, Європу чекало б продовження політики царя Олексія щодо жорсткої централізації влади монарха.
Але царевичів Олексія та Федора ревно оберігав наставник від духовенства Симеон Полоцький. Так було заведено в Московії з покон віків — у кожного царевича був наставник (опікун і вчитель) від духовенства, що володіє величезними знаннями та можливостями і підкоряється безпосередньо партіарху.

#### Опала патріарха Нікона (1676)
Останнім часом низка істориків спростовує розхожу версію, ніби-то ще цар Олексій Михайлович наприкінці свого правління раптом, через наклеп, відправив в опалу свого головного соратника, духовного наставника і друга Никона, заточивши його у монастир.
Відомо, як монарх ставився до свого духовного наставника: «Під час польсько-литовських походів (1654—1656) Олексія Михайловича Никон залишався заступником царя в Москві. До нього на твердження надходили найважливіші державні справи, причому у формулі вироків ім'я Никона ставилося на місці царського: "святійший патріарх вказав і бояри приговорили". Від государева і свого імені він оголошує розпорядження наказам і розсилає грамоти до воєвод у справах цивільного і навіть військового управління...»
Тобто, патріарх Никон завжди був відданий царю і заміщав його в усіх справах в лиху годину західних походів до Європи. Більше того, Никон був одним з ідеологів цих походів з метою затвердження московського православ'я в Речі Посполитій та Гетьманщині. За думкою історика Олександра Каса, дуже малоймовірно, щоб цар Олексій втратив довіру до свого духівника в кінці життя, коли навпаки всі царі (і не тільки царі) стають максимально побожними. Швидше за все, найважчі для патріарха часи настають згодом, вже після смерті монарха у 1676 році. Саме тоді, усунувши Никона з патріархів, його звинувачують у всіх смертних гріхах. Це, до речі, й не заперечують історики:
|  | Після смерті Олексія Михайловича настає в житті Никона найважчий час. Вороже ставився до нього Патріарх Іоаким, який піднімає проти нього цілу справу за різноманітними звинуваченнями, що з'явилася результатом помилкових наклепів. Никон, без суду і слідства, переводиться у суворіше ув'язнення — до Кирило-Білозерського монастиря, де він прожив з червня 1676 до серпня 1681 р... |

Ймовірно, саме в червні 1676 року і відбулося реальне відлучення патріарха Никона. «Все логічно: 30 січня 1676 року помирає цар Олексій Михайлович; і через півроку в опалу відправляється його головний фаворит, — припускає О.Кас. — А патріархом стає митрополит Новгородський, витончений інтриган Іоаким, що користується милістю старшої доньки царя Софії та родини Милославських»

#### Усунення з трону царевича Олексія
Розвиваючи цю версію, дослідник стверджує, що наступним кроком майбутньої царівни Софії було відсторонення від престолу найстаршого з царевичів, Олексія Олексійовича. Останній, всупереч існуючої думки про смерть від хвороби ще за часів батька, швидше за все, загинув не раніше 1681—82 рр. і відігравав значну роль у т. зв. повстанні Степана Разіна.
Втім, щоб підібратися до брата, Софії з боярами-соратниками потрібно було позбавитися іншого духовного авторитета: Симеона Полоцького. Той користувався великою повагою у духовенства і тому був недосяжний для майбутньої цариці. Втім, згодом вдається прибрати і його: благовірний Симеон раптово помирає в 1680-му році.
За реконструкцією авторів цієї гіпотези, залишившись беззахисним, царевич Олексій у 1681-му році був насильно пострижений у ченці і відправлений до Соловецького монастиря. Звістка про постриг царевича і смерть Симеона Полоцького розноситься по Московії, як гуркіт грому. Всі вотчини (крім західних) дуже стурбовані тим, що діється у Москві. Починається повстання донських і поволзьких козаків під керівництвом ординського воєводи Степана Тимофійовича Разіна. Він відправляє листи патріарху Никону в Ферапонтов монастир, про що свідчать також і романівські історики:
|  | Чутка про нього доходить до південної околиці держави, де в цей час піднімається разінський рух; сам Разін шле до Ферапонтова монастиря своїх агентів, запрошуючи Никона прибути до свого табору... |

#### Загибель патріарха (1681)
Розуміючи, що він стає заручником планів сестри, яка фактично оточила його своїми придворними і підім'яла під себе духовенство, молодий монарх намагається виправити ситуацію: «Федір вирішує під кінець, незважаючи на запеклий опір патріарха Іоакима, перевести Никона в Воскресенський монастир, а разом з тим, клопоче перед східними патріархами про дозвіл Никона і про відновлення його в патріаршій гідності...»

Але позбутися опіки бояр та владолюбивої сестри Федору так і не вдасться. Розуміючи, що приїзд до Москви грізного патріарха Никона означає не тільки крах надій на владу, а й неминучу кару, прихильники Софії прикладають зусиль, щоб той не дістався столиці:
|  | ...Дозвільна грамота вже не застала Никона в живих: він помер на шляху, в Ярославль, 17 серпня 1681, і був похований в Воскресенському монастирі як патріарх |

#### Чергова жертва: царь Федір (1682)
Молодий Федір залишився сам на сам проти старшої сестри: без підтримки батьків, духовенства і знаті. Тут, недоречно, дружина Федора, цариця Агафія Семенівна Грушецька, зібралася народжувати спадкоємця — ніяк не хотіла славетна династія віддавати Богом даний престол. Але боярська партія Софії Олексіївни трепетним ставленням до Бога нехтує, і 14-го серпня 1681 р син Федора помирає, нібито, під час пологів — за три дні до загибелі патріарха Никона. Події наверталися як сніжний ком, йшло безжальне знищення царської династії.
Царя Федора поступово усувають від справ. Владу де факто захоплюють прихильники Софії. Втім, як тільки звістка про криваві діяння царевни та бояр досягли всіх куточків Московії з Астрахані і Азова починається похід православних сил до Москви. В історії вони відбиваються, як повстання Степана Разіна і перший Стрілецький бунт. На початку 1682 року козацько-ординські сили підходять до Москви. Софія спішно вінчає Федора з представницею західних земель Московського царства — Марфи Матвіївни Апраксіної, до того абсолютно невідомого вкрай незнатного роду:
|  | Возвишеніє роду їх було з того часу, коли Марфа Матвіївна А., дочка стольника Матвія Васильовича, стала дружиною овдовілого царя Феодора Олексійовича ... |

Як і слід було очікувати, з другою дружиною цар прожив зовсім недовго: 27 квітня 1682 р. Федір Олексійович раптово помер, так і не залишивши по собі нащадків.

#### Принцип престолонаслідування
За законом престолонаслідування (який вперше було порушено у випадку з царевичем Олексієм), прямим спадкоємцем є старший найближчий родич померлого царя по чоловічій лінії. Тобто, після смерті Федора — це Іван Олексійович. Петро не мав ніякого права називатися навіть претендентом, тому що, до того ж, не був повнолітнім. У 14 років великого князя можна було «помазати на царство», а у 16 років вже «проголосити царем» — вінчати на царство. Але все це можна зробити, тільки, якщо немає більш старшого претендента по крові. Тобто для помазання царевича Петра на царство (що було прерогативою вищого духовенства) було необхідно офіційне зречення повнолітнього царя Івана Олексійовича (яким він став автоматично, з моменту смерті старшого брата) від домагань на трон. Але цього не спостерігається. Втім, за думкою дослідників, і православна церква не могла порушити закон, підтримавши Наришкіних. 
|  | У лихі часи духовенство завжди стояло на стороні закону, — пише О.Кас. — Бо саме суворе дотримання всіх канонів і законів в державі було запорукою сталого існування церкви. Він їм потім "віддячив". У той час, як священики відкрито називали Петра "антихристом", той не ображався, палив церковні книги та зривав вікові дзвони на гармати. |

#### Проголошення регенткою (1682)
Бог обдарував Софію Олексіївну цілеспрямованим характером і, найголовніше, неприборканої жагою влади. До діяльності її як правительки з повагою ставився Г.Ф. Міллер; Карамзін визнавав Софію чудовою жінкою, осліплений тільки владолюбством, для Соловйова Софія — "богатир-царівна", "приклад історичної жінки, яка звільнилася з терема. Вона була провідником Романових до влади і  до кінця служила нової династії.
У травні 1682 р. Софія Олексіївна разом зі своїми родичами Милославськими, спираючись на підтримку московських стрільців, начебто, добилася проголошення царем, поряд з Петром І, також Івана V Олексійовича і призначення її правителькою-регенткою при малолітніх царях. Проте цього категорично не могло статися, крім одного випадку: якщо Софія була б матір'ю одного зі спадкоємців престолу. Інших варіантів стати ані правителькою, ані, тим більш, царицею у неї не було, вважають історики:
|  | Достойно вниманія то обстоятельство, что ни въ оффиціальномъ документѣ, въ которомъ разсказано это событіе, ни в подробномъ описаніи современника и свидѣтеля, а къ тому же сторонника партіи Милославскихъ, Сильвестера Медвѣдева, ни слова не говорится, почему не было обращено вниманія на права Ивана… Такимъ образомъ, на этотъ разъ о правахъ Ивана не было рѣчи. Точно также и вопросъ о регентствѣ оставался открытымъ. А.Г. Брикнер |

Якщо навіть припустити, що Івана Олексійовича у 16 років не зробили царем по недоумству (хоча це не прерогатива стрільців вирішувати за помазаника Божого, слабкий він розумом чи ні), тоді правителем повинен бути обраний найближчий старший родич по чоловічій лінії. А якщо такого немає, то по жіночій — у Івана Олексійовича ще були дві старші сестри: Євдокія (1650 р.н.) та Марфа (1652 р.н.). Проте, якщо Софія, насправді, була мати Петра I, її абсолютно законно могли проголосити і регенткою, і царицею.

#### Відсторонення від влади (1689)
Стратегічною ціллю життя царевни, а згодом цариці Софії, за думкою О.Каса, стало, будь що, привести свого нащадка Петра на російський престол. Для цього було необхідно послідовно позбутися трьох його рідних братів-царевичів, що й було зроблено. Також конче необхідним було прибрати релігійну опору держави в особі патріарха Никона — прихильника радикальних реформ щодо зміцнення позицій православной церкви на території Московського царства. Його вплив було нейтралізовано спочатку наклепом, а потім й більш радикальними мірами.
Втім, коли згодом Петра було обрано царем, і справу було виконано, його мати, яка приклала для того так багато зусиль, раптом стала вже не потрібною. Невдачі Кримських походів, суворі репресії проти стрільців та неспроможність уряду Софії Олексіївни стати на шлях реформ послабили її позиції у боротьбі з опонентами. У вересні 1689 була скинута з престолу і ув'язнена в Святодухівському монастирі
Незабаром Петро І вирішив, що тримати її далеко від столиці небезпечно і перевів її в Московский Новодівочий монастир. 1698-го намагалась використати стрілецький бунт для боротьби за владу. Після розгрому стрілецького повстання пострижена в черниці під іменем Сусанни. Померла в ув'язненні в Новодівичому монастирі.

## Результати правління
Придушила спробу свого колишнього спільника Івана Хованського підняти стрілецький заколот у Москві.
1687 року усунула від влади гетьмана Івана Самойловича і затвердила гетьманом Івана Мазепу, з яким московський уряд уклав Коломацькі статті 1687
За правління Софії Олексіївни царський уряд підписав «Вічний» мир 1686, згідно з яким Річ Посполита відмовлялась від претензій на Лівобережну Україну, Київ, Запорожжя, Чернігово-Сіверську землю з Черніговом та зобов'язувалась організувати військові походи проти Кримського ханства. Ці походи, під керівництвом Василя Голіцина, в яких брали участь і українські козацькі полки, завершилися повною поразкою.

## Цікаві факти
- За словами тобольського селянина Якова Солнишкова, сказаними 1723 року, які часто цитують історики, вела розпусний спосіб життя: "Рід царський пішов несамовитий… була блудницею і жила розпусно з боярами…" [9]